# RideLondon Classique
RideLondon Classique er et cykelløb for kvinder, der organiceres i est une London, Storbritannien. Løbet blev etableret i 2013, de første tre år var det ikke en del af UCI's kalender, men i 2016 blev det en del af UCI Women's World Tour. 

## Vindere
| År   | Vinder            | Toer           | Treer              |        |
| ---- | ----------------- | -------------- | ------------------ | ------ |
| 2013 | Laura Trott       | Hannah Barnes  | Loren Rowney       |        |
| 2014 | Giorgia Bronzini  | Marianne Vos   | Lizzie Armitstead  |        |
| 2015 | Barbara Guarischi | Shelley Olds   | Annalisa Cucinotta |        |
| 2016 | Kirsten Wild      | Nina Kessler   | Leah Kirchmann     |        |
| 2017 | Coryn Rivera      | Lotta Lepistö  | Lisa Brennauer     |        |
| 2018 | Kirsten Wild      | Marianne Vos   | Elisa Balsamo      |        |
| 2019 | Lorena Wiebes     | Elisa Balsamo  | Coryn Rivera       |        |
| 2020 | aflyst            | aflyst         | aflyst             | aflyst |
| 2021 | aflyst            | aflyst         | aflyst             | aflyst |
| 2022 | Lorena Wiebes     | Elisa Balsamo  | Emma Norsgaard     |        |
| 2023 | Charlotte Kool    | Chloé Dygert   | Lizzie Deignan     |        |
| 2024 | Lorena Wiebes     | Charlotte Kool | Lotte Kopecky      |        |